# Carina (Vorname)
Carina (ital. „die Hübsche“) ist ein weiblicher Vorname, die deutsche Form ist Karina.

## Herkunft
Der Name stammt entweder aus dem Italienischen und bedeutet „hübsch“, „nett“ oder aus dem Lateinischen (lat. carus, -a, -um), wo es „wertvoll“ oder „teuer“ bedeutet. 
Aufgrund der Ähnlichkeit der Namen wird Carina aber auch als Variante von Karin oder Karina und somit als Kurzform von Katharina genutzt.

## Namenstag
Der Namenstag ist der 7. November oder aber auch der 24. März (hl. Katharina von Schweden), siehe auch Liste der Namenstage.
Alternativ kann auch am 8. Dezember gefeiert werden.

## Bekannte Namensträgerinnen
- Carina Aulenbrock (* 1994), deutsche Volleyballspielerin
- Carina Bär (* 1990), deutsche Ruderin
- Carina Barcos (* 1977), argentinische Biathletin
- Carina Bargmann (* 1991), deutsche Autorin von Fantasyromanen für Kinder und Jugendliche
- Carina Baumgärtner (* 1990), deutsche Trampolinturnerin
- Carina Benninga (* 1962), niederländische Hockeyspielerin und Olympiasiegerin
- Carina Braunschmidt (* 1971), deutsch-schweizerische Schauspielerin
- Carina Brunold (* 2002), österreichische Fußballspielerin
- Carina Burman (* 1960), schwedische Schriftstellerin und Literaturwissenschaftlerin
- Carina Christensen (* 1972), dänische Unternehmerin und Politikerin
- Carina „Nina“ Clarkin (* 1982), englische Polospielerin
- Carina Dengler (* 1994), deutsche Schauspielerin und Sängerin volkstümlicher Musik
- Carina Edlinger (* 1998), österreichische Behindertensportlerin
- Carina von Enzenberg (* 1964), deutsche Übersetzerin
- Carina Felzmann (* 1965), österreichische Unternehmerin
- Carina Diesing (* 1993), deutsche Schauspielerin
- Carina Gödecke (* 1958), deutsche SPD-Politikerin
- Carina Görg (* 1991), österreichische Handballspielerin
- Carina Hasenöhrl (* 1988), österreichische Kunstturnerin
- Carina Horn (* 1989), südafrikanische Leichtathletin
- Carina Jonsson (* 1979), schwedische Tischtennisspielerin
- Carina Krause (* 1967), deutsche Dialogbuchautorin und Fotografin
- Carina Kühne (* 1985), deutsche Schauspielerin
- Carina Lau (* 1965), chinesische Schauspielerin
- Carina Lilge-Leutner (1960–2017), österreichische Langstreckenläuferin
- Carina Linge (* 1976), deutsche bildende Künstlerin
- Carina Sophia Linne (* 1982), deutsche Sporthistorikerin und freie Autorin
- Carina Mair (* 1996), österreichische Skeletonpilotin
- Carina Meidele (* 1965), deutsche Curlerin
- Carina Mette (* 1982), deutsche Badmintonspielerin
- Carina Nel (* 1988), südafrikanische Schauspielerin
- Carina Nopp (* 1989), österreichische Musicaldarstellerin
- Carina Plath (* 1966), deutsche Kunsthistorikerin und Kuratorin
- Carina Raich (* 1979), österreichische Skirennläuferin
- Carina Regauer (* 1984), deutsche Autorin, siehe C. R. Scott
- Carina-Maria Rief (* 1981), österreichische Schauspielerin und Sprecherin
- Carina Round (* 1979), britische Rocksängerin, Songschreiberin und Gitarristin
- Carina Schlangen (* 1984), deutsche Fußballspielerin
- Carina Schlüter (* 1996), deutsche Fußballtorhüterin
- Carina Schwab (* 1990), deutsche Rennrodlerin
- Carina Teutenberg (* 1977), deutsche Journalistin und TV-Managerin
- Carina Vogt (* 1992), deutsche Skispringerin
- Carina Wasle (* 1984), österreichische Du- und Triathletin
- Carina Wenninger (* 1991), österreichische Fußballspielerin
- Carina Wiese (* 1968), deutsche Schauspielerin
- Carina Witthöft (* 1995), deutsche Tennisspielerin
- Carina Zöll (* 1990), deutsche Triathletin